# Sainte-Marie (Réunion)
Sainte-Marie is een gemeente in Frankrijk gelegen in het departement en de regio Réunion.